# Saint-Estève
Saint-Estève (auf Katalanisch Sant Esteve del Monestir) ist eine Gemeinde mit 11.673 Einwohnern (Stand: 1. Januar 2022) im Département Pyrénées-Orientales in der Region Okzitanien im Südwesten Frankreichs. Die Einwohner werden Stéphanois bzw. Estevencs (katalanisch) genannt. Saint-Estève ist der Hauptort (chef-lieu) des Kantons Le Ribéral.

## Geographie
Saint-Estève liegt etwa vier Kilometer westlich von Perpignan am Fluss Têt und befindet sich in den Weinbaugebieten Rivesaltes und Côtes du Roussillon bzw. Côtes du Roussillon-Villages.
Umgeben wird Saint-Estève von den Nachbargemeinden Peyrestortes im Norden, Perpignan im Osten, Baho im Westen und Baixas im Nordwesten.

## Sehenswürdigkeiten

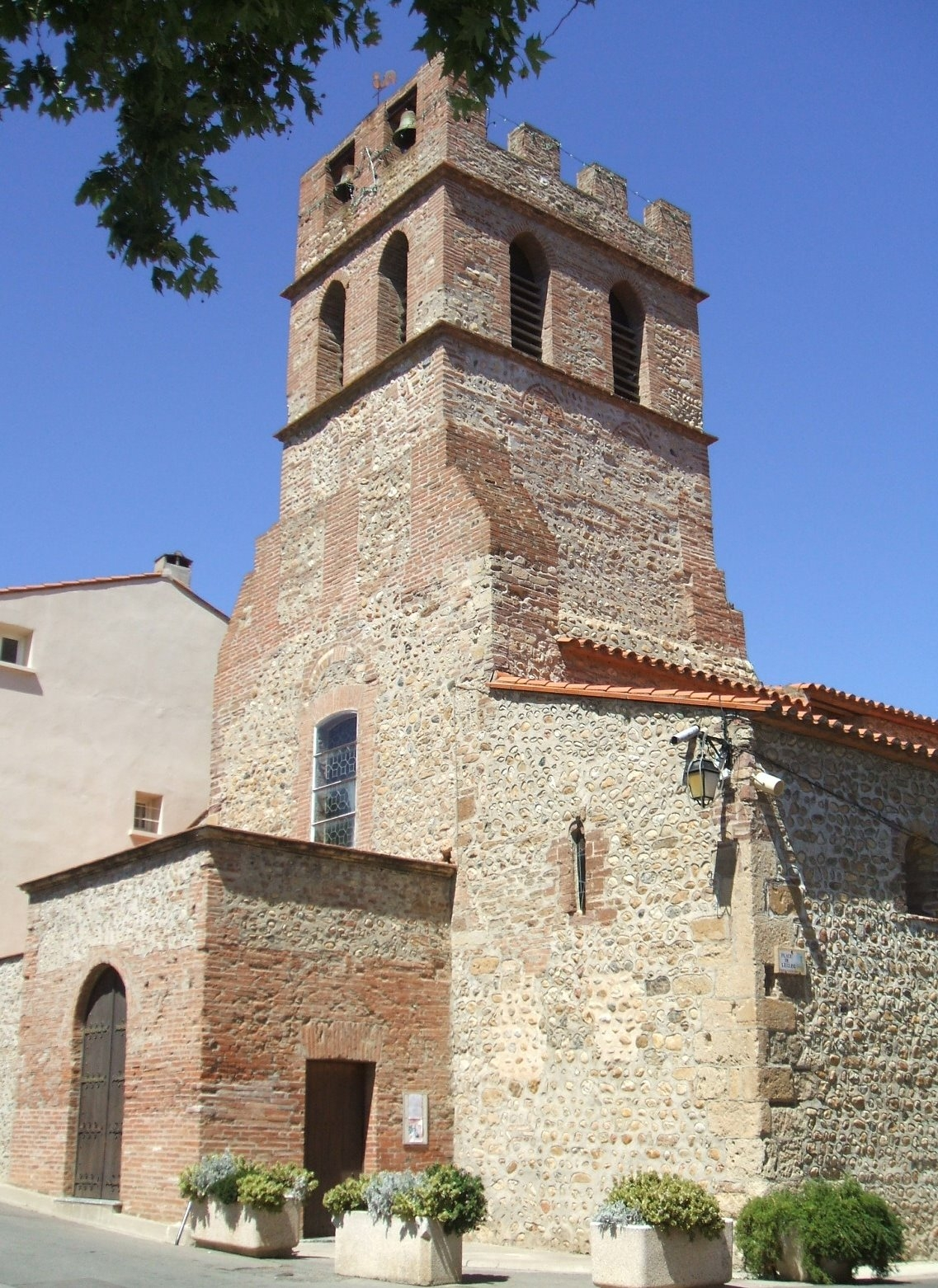
Kirche in Saint-Estève mit Glockenturm

- Abtei Saint-Étienne de Saint-Estève, begründet im neunten Jahrhundert, erstmals erwähnt 843
- Kapelle Saint-Marnet
- Turm von Saint-Estève

## Persönlichkeiten
- Philippe Casado (1964–1995), Radrennfahrer, in Saint-Estève an einer Aneurysmenruptur verstorben
- Thomas Bosc (* 1983), Rugbyspieler
- Grégory Mounis (* 1985), Rugbyspieler